# Tinta flexográfica
Flexografia é um processo utilizado na impressão de embalagens (de papelão, de papel, de plástico), jornais, catálogos, etc. Este método de impressão continua a crescer em popularidade devido ao seu baixo custo e natureza ecológica. Normalmente a parte mais importante do processo de impressão é a aplicação da tinta.

## Tipos de tinta
Existem três tipos principais de tinta: à base de água, à base de solvente e UV curável. A superfície de impressão (tipo de substrato) determina que tipo de tinta é aconselhável usar.

## História
Cada tipo de tinta tem suas vantagens e desvantagens, portanto, o tipo utilizado na impressão se determinará levando em conta fatores como velocidade, preço e do uso da embalagem (alimentos, limpeza ou bolsas para lojas e roupas).
Originalmente era chamada de impressão com anilina, uma vez que era a base das tintas nas fases iniciais de flexografia. Devido à sua toxicidade, o seu uso em embalagens de alimentos foi proibido, também porque existiram complicações devido a frequente descoloração e a necessidade de sangrado das tintas. Ao longo do tempo, mudanças e melhorias foram feitas, envolvendo a substituição de corante de anilina por resinas de poliamida que aceleraram o processo de secagem e, como tal todo o processo de impressão em si.
A flexografia à base de solventes de tintas começou a ser usado, que eram mais seguros para as embalagens de alimentos, e menos prejudicial ao meio ambiente. A Lei de Direito Ambiental da década de 1980, levou ao experimento de impressoras com tintas baseadas em água. Hoje, graças à pesquisa e desenvolvimento dessa época, a maioria das impressoras são facilmente adaptados para tintas baseadas em água, permitindo que as impressoras reciclem tinta para uso posterior.
A Agência de Proteção Ambiental tem trabalhado com a indústria flexográfica na concepção de um projecto para ajudar as empresas flexográficas, promovendo tintas baseadas em água para o consumo de energia baixa, e sistemas de tinta UV curável, porque eles usam menos tinta.
Atualmente na União Europeia há duas instituições que oferecem às empresas a "COMPOSTO OK" e certificação "compostáveis", VINÇOTTE e DIN CERTCO, para as tintas usadas na impressão de bioplásticos que cumprem os requerimentos de capacidade de biodegradação e de compostagem. Um dos produtores de tinta em primeiro lugar, no início do ano de 2000, a obter esta certificação e comercializar estes tipos de tintas foi Chimigraf.